# Prelazia de São Félix
A Prelazia de São Félix (Prælatura Territorialis Sancti Felicis) é uma circunscrição eclesiástica da Igreja Católica no Brasil, sufragânea da Província Eclesiástica de Cuiabá, e ao Regional Norte III da Conferência Nacional dos Bispos do Brasil, desde 2018. A sé prelatícia está na Catedral Prelatícia Nossa Senhora da Assunção, na cidade de São Félix do Araguaia, no estado do Mato Grosso.

## Histórico
A prelazia de São Félix foi erigida a 13 de maio de 1969, pelo Papa Paulo VI, desmembrada da Prelazia de Cristalândia, Prelazia de Registro do Araguaia e Prelazia de Marabá.
O padre espanhol Pedro Casaldáliga, que era responsável pelas diligências religiosas na região do Araguaia mato-grossense desde o final do ano de 1968, foi eleito bispo da prelazia. Para assemelhar-se às pessoas da região, o bispo decidiu que não utilizaria indumentárias do título, devendo ser um bispo sem pompa, mitra ou báculo.
Casaldáliga se deparou com as péssimas condições de vida dos habitantes da prelazia, que sofriam com a desigualdade e a violência em decorrência principalmente dos conflitos com latifundiários e com representantes da ditadura militar.
A Prelazia passou a ser considerada pioneira no Brasil na defesa das causas camponesas, no combate ao latifúndio e na defesa de indígenas e camponeses.

## Geografia
O território da prelazia abrange 15 municípios: Santa Cruz do Xingu, São José do Xingu, Vila Rica, Santa Terezinha, Luciara, Novo Santo Antônio, Bom Jesus do Araguaia, Confresa, Porto Alegre do Norte, Canabrava do Norte, Serra Nova Dourada, Alto Boa Vista, Ribeirão Cascalheira, Querência e São Félix do Araguaia.
A prelazia foi estabelecida tendo como limites naturais o Rio Araguaia a leste, o Rio Xingu a oeste, e o Estado do Pará ao norte; ao sul, os limites são os municípios de Ribeirão Cascalheira e Querência. Abrange um território de 150 mil km², cerca de um sexto do território do estado de Mato Grosso.

## Demografia
Em 2004, a prelazia contava com uma população aproximada de 150.000 habitantes, com 86% de católicos.
O território da prelazia é de 102.000 km², organizado em 22 paróquias.

## Bispos prelados
|                          | Nome                            | Período         | Notas                              |
| Bispos Prelados          | Bispos Prelados                 | Bispos Prelados | Bispos Prelados                    |
| ------------------------ | ------------------------------- | --------------- | ---------------------------------- |
| 4º                       | Lucio Nicoletto                 | 2024-           | Atual                              |
| 3º                       | Adriano Ciocca Vasino           | 2012-2024       |                                    |
| 2º                       | Leonardo Ulrich Steiner, O.F.M. | 2005-2011       | Nomeado Bispo auxiliar de Brasília |
| 1º                       | Pedro Casaldáliga Pla, C.M.F.   | 1971-2005       |                                    |
| Administrador Apostólico |                                 |                 |                                    |
|                          | Eugène Lambert Adrian Rixen     | 2011-2012       | Bispo de Goiás                     |